# Nigredo

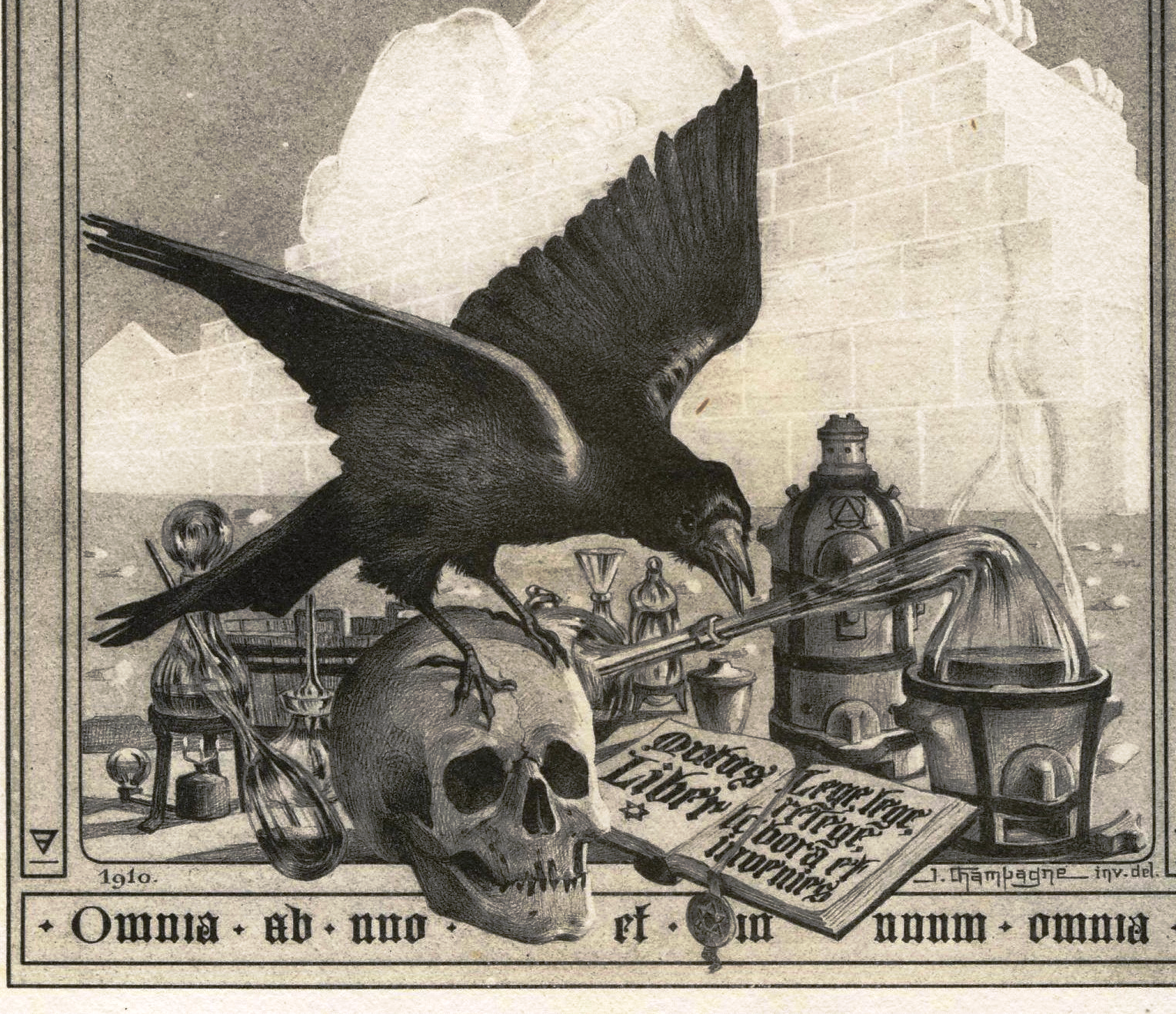
Le corbeau et le crâne, symboles du Nigredo.

Le nigredo, terme latin qui signifie noir ou noirceur, désigne en alchimie la phase du noir (calcination) du Grand Œuvre, c'est-à-dire l'étape initiale dans le chemin de création de la pierre philosophale, celle de la putréfaction et de la décomposition. C'est le premier moment, le plus crucial, symbolisé par un corbeau noir, lors duquel il faut « faire mourir » tous les ingrédients alchimiques, les faire macérer et les cuire longuement dans une masse noire uniforme.

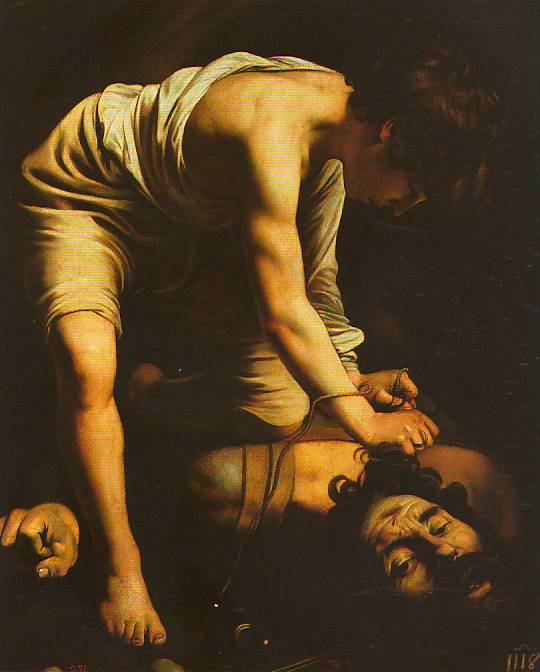
David et Goliath (1597) du Caravage, auteur de nombreux ouvrages empreints de références aux trois initiations alchimiques, dont la première symbolise la mort de l'ego.

Le noir contient également une référence à l'étymologie du terme Alchimie lui-même, en tant qu'ancienne science sacerdotale égyptienne, dont l'un des sens est « terre noire » (al-kimiya) comme celle inondée par le Nil.

## Caractéristiques
Le nigredo représente la phase lors de laquelle la matière doit être décomposée afin qu’elle revienne à son stade primitif, c’est-à-dire à la condition du chaos originel d’où est né tout le Récit originel : il faut en effet détruire les éléments, pour qu’il puisse être recomposé ultérieurement dans une synthèse supérieure. Solve et Coagula est précisément la devise des alchimistes, indiquant les opérations à accomplir, dont la dissolution et la décomposition constituent nécessairement la première étape indispensable. En effet, la solution ou liquéfaction permettent de réduire la matière à son essence indifférenciée, qui est identifiée au mercure philosophique, mais peut également être opérée par clivage, c’est-à-dire subdivision en ses composants, ou calcination, c’est-à-dire en réduction en cendres sur le feu.
Au niveau macrocosmique, le nigredo est gouverné par Saturne, une planète dont la lourdeur et la gravité sont associées à des couleurs sombres et lugubres et parmi les métaux, au plomb. Dans l'alchimie chrétienne, il consiste dans le sacrifice du Christ sur la croix, dont le corps est détruit et le sang dispersé ; le Golgotha, qui signifie proprement « lieu du crâne », est devenu une image récurrente pour décrire le nigredo alchimique.
Dans la Divine Comédie, la phase du nigredo correspond au passage de Dante et Virgile à travers l'Enfer. Dans la théorie des humeurs, il est lié à la mélancolie, donc à l'atrabile (la bile noire), entre les quatre saisons à l'hiver, entre les âges de la vie à la vieillesse.
Dans le rite d'initiation de la franc-maçonnerie, il est de tradition d'enfermer le profane dans un Cabinet de Réflexion où il est laissé seul en compagnie d'un crâne, en analogie avec l'opération alchimique du nigredo.

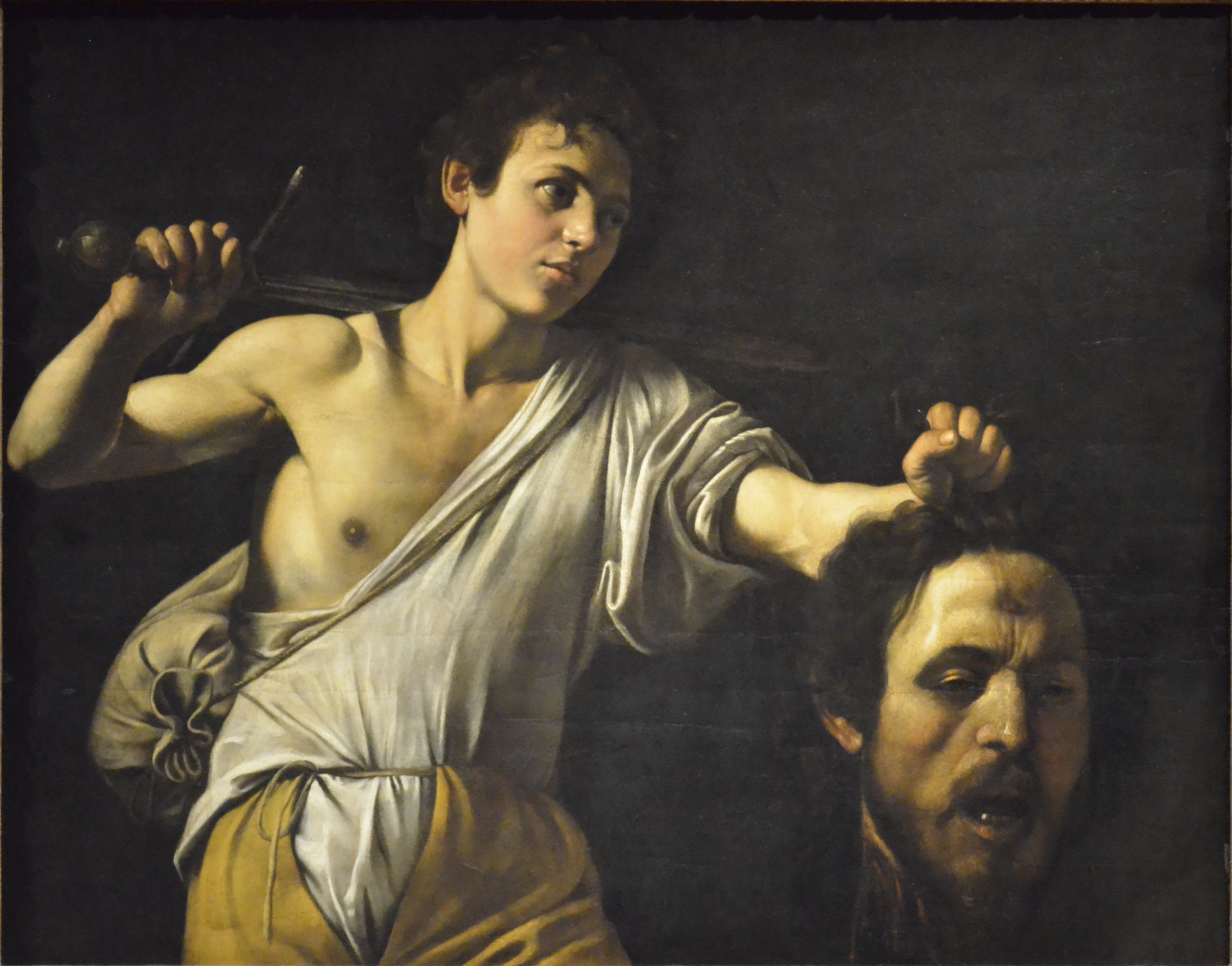
David et Goliath de Caravage : la tête décapitée est un symbole récurrent du nigredo.
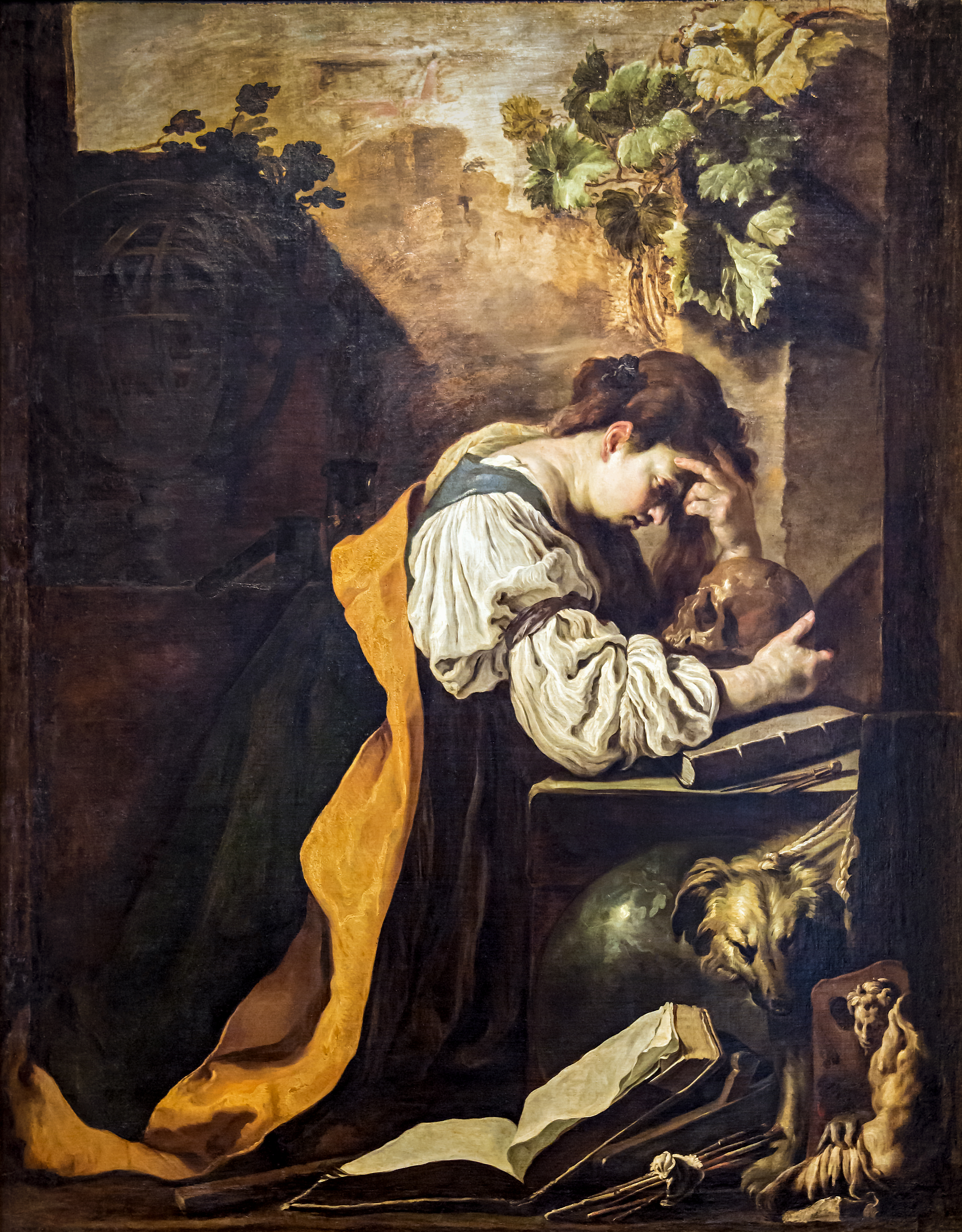
Méditation de Domenico Fetti, inspirée de l'humeur mélancolique attribuée par les alchimistes au nigredo.
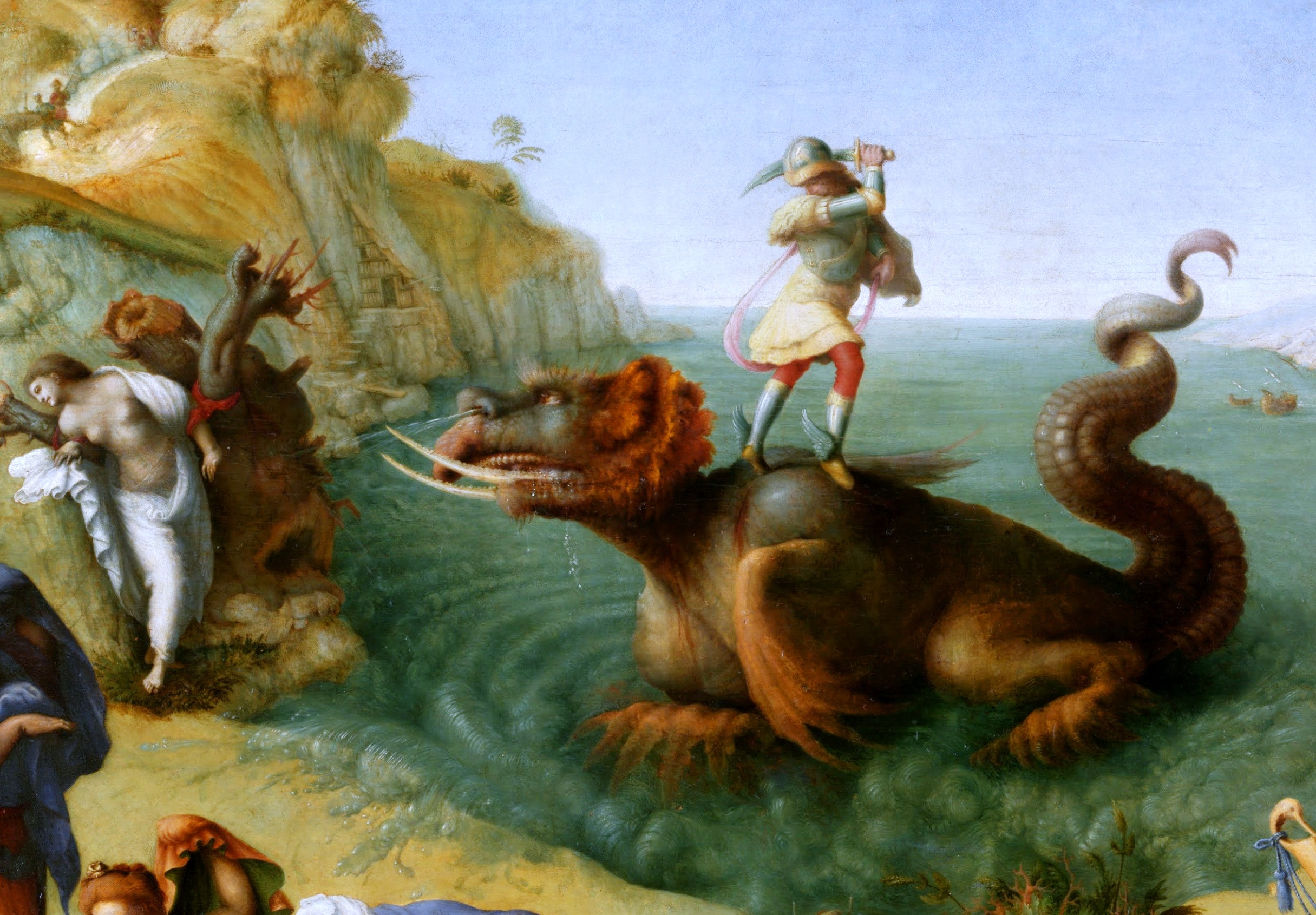
Le combat contre le dragon, présent dans le mythe de la Libération d'Andromède, est récurrent dans les allégories alchimiques.
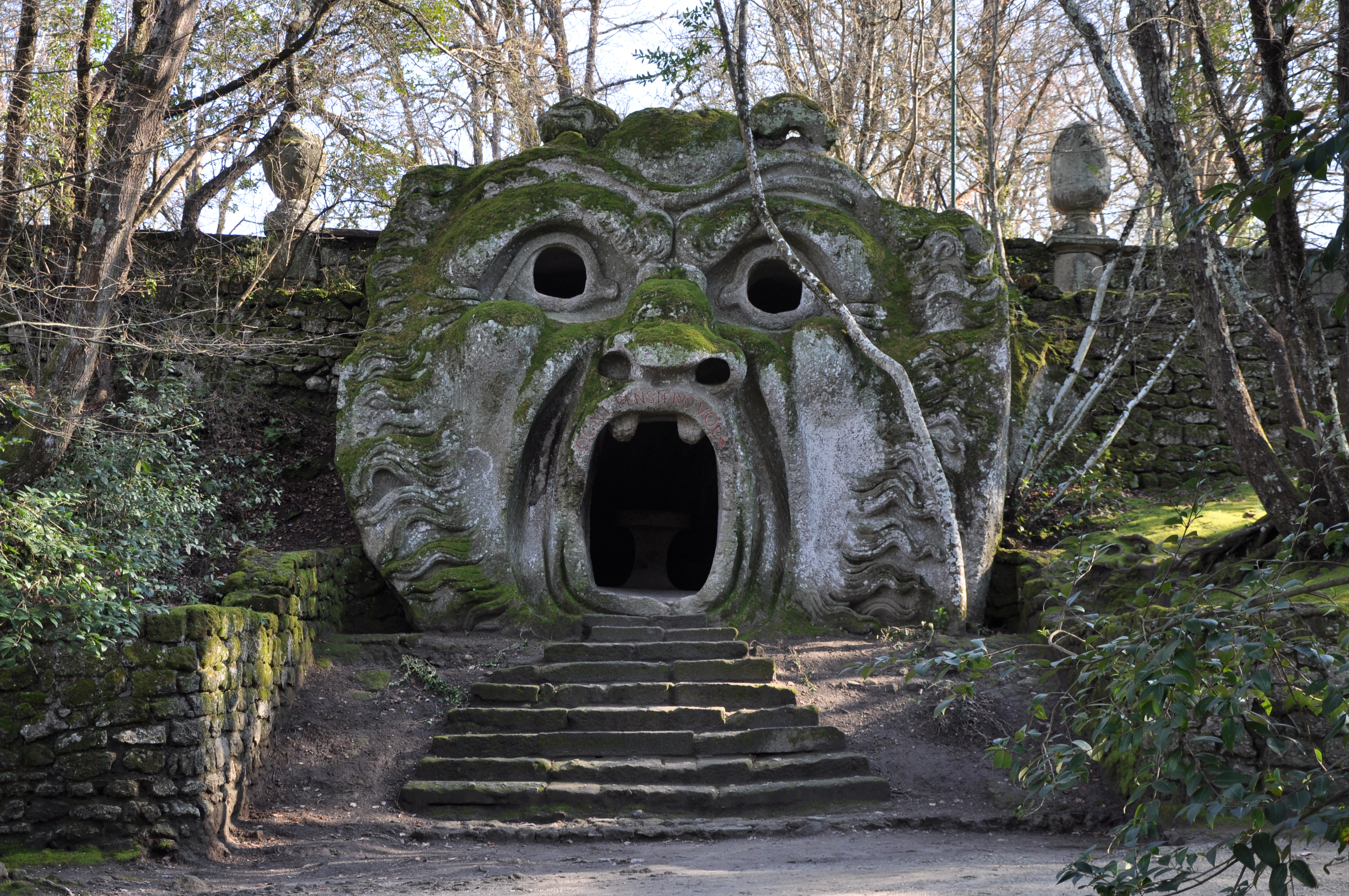
Sculpture de monstre dans le parc alchimique de Bomarzo : elle représente l'un des symboles du nigredo avec la grotte (allégorie de la forge ou de la mine).

## Analogies psychologiques

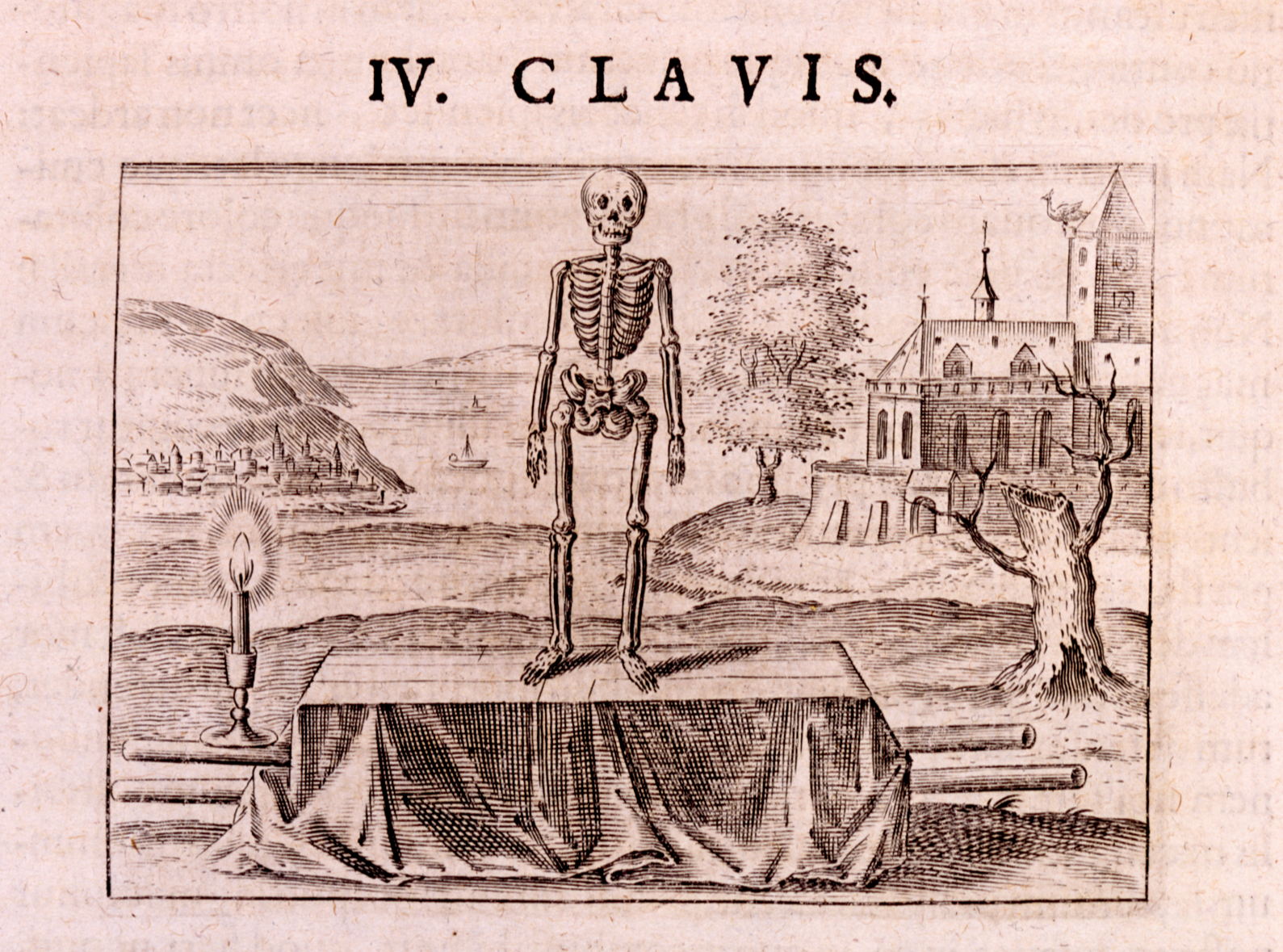
Image du nigredo en forme de squelette, debout sur son cercueil, représenté dans la quatrième clé du Musaeum Hermeticum de Basile Valentin (1678).

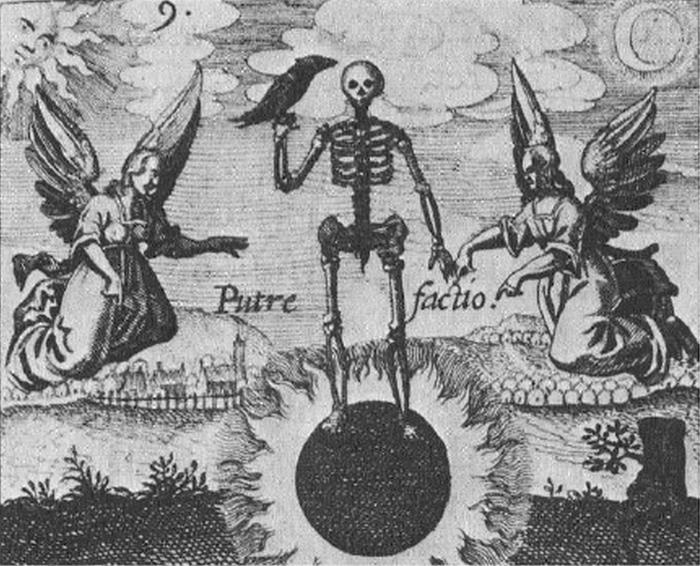
Un squelette au-dessus d'un soleil noir (sol niger), qui fait allusion à la putréfaction du nigredo, figure parmi les dessins de Philosophia Reformata de Johann Daniel Mylius (1622).

Dans le contexte de la psychologie analytique de Jung, le terme est devenu une métaphore de la nuit noire de l'âme, lorsqu'un individu est amené à affronter l'Ombre en lui-même.
Pour Carl Jung, « la redécouverte des principes de l'alchimie est devenue une partie importante de mon travail de pionnier de la psychologie ». En tant qu'étudiant en alchimie, lui (et ses disciples) «  a comparé le 'travail noir' des alchimistes (le nigredo) avec l'implication souvent très critique vécue par le moi, jusqu'à ce qu'il accepte le nouvel équilibre apporté par la création du soi. » Les jungiens ont interprété le nigredo dans deux sens psychologiques principaux.
Le premier sens représente l'état initial d'indifférenciation indifférenciée d'un sujet, « le premier nigredo, celui de l' unio naturalis, est un état objectif, visible de l'extérieur seulement... un état inconscient d'indifférenciation entre soi et objet, conscience et inconscient. » : le sujet ignore l'inconscient, c'est-à-dire la connexion avec les instincts.
Dans le second sens, « le nigredo du processus d'individuation est en revanche un processus vécu subjectivement, provoqué par la conscience douloureuse et croissante du sujet de ses aspects d'ombre ». On pourrait le décrire comme un moment de désespoir maximal,  un préalable au développement personnel. Au fur et à mesure que l'individuation se déploie, « la confrontation avec l'ombre produit d'abord un équilibre mort, un arrêt qui entrave les décisions morales et rend les convictions inefficaces voire impossibles... nigredo, tenebrositas, chaos, mélancolie. » C'est « le temps le plus sombre, le temps du désespoir, de la désillusion, des attaques envieuses ; le temps où Éros et Surmoi sont à couteaux tirés, et il semble qu'il n'y ait aucun moyen d'avancer... nigredo, le noircissement. »
La prise de conscience douloureuse et croissante par le sujet de ses aspects d'ombre, généralement décrite comme un moment de mélancolie extrême, est pour Jung une condition préalable au développement personnel dans la voie de l'individuation. La confrontation avec l'Ombre génère d'abord une stase, une désillusion, un recul qui ralentit l'action et montre l'inefficacité de ses croyances. Ce n'est que plus tard que se produit ce qu'on appelle en philosophie « énantiodromie », c'est-à-dire le renversement dans le contraire : le nigredo cède la place à l'albédo, la descente toujours plus profonde dans l'inconscient se transforme soudain en une illumination venant d'en haut.
D'autres étapes du Grand œuvre incluent des images telles que l'albédo (blancheur), la citrinitas (jaunissement) et le rubedo (rougeur). Jung a également trouvé des équivalents psychologiques pour de nombreux autres concepts alchimiques, avec « la caractérisation du travail analytique comme un opus ; la référence à la relation analytique comme un vas, un récipient ou un contenant ; le but du processus analytique comme la conjonction, ou l'union de conflits contraires. »